# ティルダ・スウィントン
ティルダ・スウィントン（Tilda Swinton, 1960年11月5日 - ）は、イギリスの女優。2007年公開の『フィクサー』でアカデミー助演女優賞を受賞した。

## 生い立ち
ロンドンにて、キャサリン・マチルダ・スウィントン（Katherine Mathilda Swinton）として生まれる。父方の祖先はスコットランドの名家、母親はオーストラリア人。1983年にケンブリッジ大学を卒業（専攻は政治学と社会学）。

## キャリア
大学卒業後、ロイヤル・シェイクスピア・カンパニーで演劇を学ぶ。長身、クールな風貌と知的な演技が評価され、魔女や天使、女王、ボスなどキーマン的な存在感ある役柄が多い。
1980年代に映画監督のデレク・ジャーマンと知り合い、1986年に同監督作品の『カラヴァッジオ』で映画デビュー。以後、ジャーマン作品の常連となる。1991年公開の『エドワードII』でヴェネツィア国際映画祭 女優賞を受賞。
1999年公開の『ザ・ビーチ』でハリウッド進出を果たし、2001年公開の『ディープ・エンド』でゴールデングローブ賞 主演女優賞 (ドラマ部門)にノミネート。2005年公開の『ナルニア国物語/第1章:ライオンと魔女』では白の魔女を演じた。
2007年公開の『フィクサー』でアカデミー助演女優賞と英国アカデミー賞 助演女優賞を受賞。
1988年にはベルリン国際映画祭の、1998年にはヴェネツィア国際映画祭の、2004年にはカンヌ国際映画祭の審査員を務め、2009年のベルリン国際映画祭では審査委員長を務めた。
2020年、第77回ヴェネツィア国際映画祭で栄誉金獅子賞が授与され、2025年2月には第75回ベルリン国際映画祭で金熊名誉賞を受賞。

## 私生活
スコットランド北部在住。芸術家兼劇作家のジョン・バーンとの間に1997年に男女の双子（ザビエルとオナー）を儲けているが、バーンとは結婚はしていない。2004年からニュージーランドの画家サンドロ・コップとの関係が続いている。
2021年に「自分はクィアであると認識している」と語った。
宮崎駿を敬愛しており、自身の選ぶベスト映画に『となりのトトロ』を挙げている。

## ルッツ・エバースドルフ名義
2018年公開の『サスペリア』では特殊メイクを施して3役をこなしたが、その中の心理学者、ジョセフ・クレンペラー役に関しては、制作サイドの意向でルッツ・エバースドルフ(Lutz Ebersdorf)という老俳優が演じているとマスコミに発表され、公式サイトとパンフレットでもそう紹介された。その際、エバースドルフは1936年ドイツ・ミュンヘン生まれ、との設定も作られている。経歴については、ナチスから逃れるために2歳頃から家族とともにヨーロッパ各地を移動、若い頃に役者を志すも1964年に引退、その後1969年にベルリンで精神分析を勉強し、博士号を取得してクライン派の精神分析医としてベルリンで開業、となっており、IMDbにも登録されたうえ、撮影前のオフショット写真まで制作されているという手の込みようであった。ベネチア国際映画祭には欠席し、ティルダ・スウィントンが彼からの手紙を「代読」をするというパフォーマンスも披露された。また、エバースドルフは撮影後に亡くなったという設定も当初は検討されており、エンドロール前に「本作をルッツ・エバースドルフに捧げる」というテロップを入れることも検討されていた。

## 出演作品

### 映画
| 年   | 題名                                                                                                | 役名                                                       | 備考                                                       | 吹替           |
| ---- | --------------------------------------------------------------------------------------------------- | ---------------------------------------------------------- | ---------------------------------------------------------- | -------------- |
| 1986 | カラヴァッジオ Caravaggio                                                                           | レナ                                                       |                                                            | 吹き替え版なし |
| 1987 | アリア Aria                                                                                         | 少女                                                       |                                                            | 吹き替え版なし |
| 1988 | ラスト・オブ・イングランド The Last of England                                                      | The Maid                                                   |                                                            | 吹き替え版なし |
| 1989 | ウォー・レクイエム War Requiem                                                                      | 看護婦                                                     |                                                            | 吹き替え版なし |
| 1990 | ザ・ガーデン The Garden                                                                             | マドンナ                                                   |                                                            | 吹き替え版なし |
| 1991 | エドワードII Edward II                                                                              | イザベラ                                                   | ヴェネツィア国際映画祭 女優賞 受賞                         | 吹き替え版なし |
| 1992 | オルランド Orlando                                                                                  | オルランド                                                 |                                                            | 吹き替え版なし |
| 1993 | BLUE ブルー Blue                                                                                    | ナレーター                                                 | 声の出演                                                   | 吹き替え版なし |
| 1993 | ウィトゲンシュタイン Wittgenstein                                                                   | レディ・オットリーン・モレル                               |                                                            | 吹き替え版なし |
| 1993 | リメンバランス/記憶の高速スキャン Remembrance of Things Fast: True Stories Visual Lies              |                                                            | ドキュメンタリー                                           | 吹き替え版なし |
| 1996 | イヴの秘かな憂鬱 Female Perversions                                                                 | イヴ・スティーブンス                                       |                                                            | 吹き替え版なし |
| 1997 | クローン・オブ・エイダ Conceiving Ada                                                               | エイダ                                                     |                                                            | 吹き替え版なし |
| 1998 | 愛の悪魔/フランシス・ベイコンの歪んだ肖像 Love Is the Devil: Study for a Portrait of Francis Bacon  | ミュリエル・ベルチャー                                     |                                                            | 吹き替え版なし |
| 1999 | 素肌の涙 The War Zone                                                                               | 母                                                         |                                                            | 吹き替え版なし |
| 2000 | ザ・ビーチ The Beach                                                                                | サル                                                       | 唐沢潤（ソフト版） 榊原良子（日本テレビ版）                |                |
| 2001 | バニラ・スカイ Vanilla Sky                                                                          | レベッカ・ディアボーン                                     | 佐藤しのぶ                                                 |                |
| 2001 | ディープ・エンド The Deep End                                                                       | マーガレット・ホール                                       | 唐沢潤                                                     |                |
| 2002 | アダプテーション Adaptation.                                                                        | ヴァレリー・トーマス                                       | 日野由利加                                                 |                |
| 2003 | 猟人日記 Young Adam                                                                                 | エラ                                                       | 吹き替え版なし                                             |                |
| 2005 | コンスタンティン Constantine                                                                        | ガブリエル                                                 | 田中敦子（ソフト版） 勝生真沙子（テレビ朝日版）            |                |
| 2005 | ブロークン・フラワーズ Broken Flowers                                                               | ペニー                                                     | 吹き替え版なし                                             |                |
| 2005 | ナルニア国物語/第1章: ライオンと魔女 The Chronicles of Narnia: The Lion, the Witch and the Wardrobe | 白い魔女                                                   | 大地真央                                                   |                |
| 2005 | サムサッカー Thumbsucker                                                                            | オードリー・コッブ                                         | 幸田直子                                                   |                |
| 2007 | ヒストリー・オブ・ゲイシネマ Schau mir in die Augen, Kleiner                                        |                                                            | ドキュメンタリー                                           | 吹き替え版なし |
| 2007 | フィクサー Michael Clayton                                                                          | カレン・クラウダー                                         | アカデミー助演女優賞 受賞 英国アカデミー賞 助演女優賞 受賞 | 日野由利加     |
| 2007 | 倫敦から来た男 A Londoni férfi                                                                      | マダム・マロワン                                           |                                                            | 吹き替え版なし |
| 2008 | ナルニア国物語/第2章: カスピアン王子の角笛 The Chronicles of Narnia: Prince Caspian                 | 白い魔女                                                   | 大地真央                                                   |                |
| 2008 | バーン・アフター・リーディング Burn After Reading                                                   | ケイティ・コックス                                         | 勝生真沙子                                                 |                |
| 2008 | ベンジャミン・バトン 数奇な人生 The Curious Case of Benjamin Button                                 | エリザベス・アボット                                       | 高島雅羅                                                   |                |
| 2009 | リミッツ・オブ・コントロール The Limits of Control                                                  | コードネーム：ブロンド                                     | 高島雅羅                                                   |                |
| 2009 | ミラノ、愛に生きる Io sono l'amore                                                                  | エンマ                                                     | 兼製作                                                     | 吹き替え版なし |
| 2010 | ナルニア国物語/第3章: アスラン王と魔法の島 The Chronicles of Narnia: The Voyage of the Dawn Treader | 白い魔女                                                   |                                                            | 大地真央       |
| 2011 | 少年は残酷な弓を射る We Need to Talk About Kevin                                                    | エヴァ・カチャドリアン                                     | 兼製作総指揮                                               | 吹き替え版なし |
| 2012 | ムーンライズ・キングダム Moonrise Kingdom                                                           | ソーシャルワーカー                                         |                                                            | 勝生真沙子     |
| 2013 | オンリー・ラヴァーズ・レフト・アライヴ Only Lovers Left Alive                                       | イヴ                                                       | 吹き替え版なし                                             |                |
| 2013 | スノーピアサー Snowpiercer                                                                          | メイソン                                                   | 一城みゆ希                                                 |                |
| 2013 | ゼロの未来 The Zero Theorem                                                                         | シュリンク・ロム博士                                       | 小林さとみ                                                 |                |
| 2014 | グランド・ブダペスト・ホテル The Grand Budapest Hotel                                               | マダム.D                                                   | よのひかり                                                 |                |
| 2015 | エイミー、エイミー、エイミー! こじらせシングルライフの抜け出し方 Trainwreck                         | ダイアナ                                                   | 勝生真沙子                                                 |                |
| 2015 | 胸騒ぎのシチリア A Bigger Splash                                                                    | マリアン                                                   | 日本公開は2016年11月                                       | 日野由利加     |
| 2016 | ヘイル、シーザー! Hail, Caesar!                                                                     | ソーラ・サッカー / セサリー・サッカー                      |                                                            | 山像かおり     |
| 2016 | ドクター・ストレンジ Dr. Strange                                                                    | エンシェント・ワン                                         | 樋口可南子                                                 |                |
| 2017 | ウォー・マシーン: 戦争は話術だ! War Machine                                                         | ドイツの政治家                                             |                                                            |                |
| 2017 | オクジャ/okja Okja                                                                                  | ルーシー・ミランド / ナンシー・ミランド                    | 井上喜久子                                                 |                |
| 2018 | 犬ヶ島 Isle of Dogs                                                                                 | オラクル                                                   | 声の出演                                                   | 町山広美       |
| 2018 | サスペリア Suspiria                                                                                 | マダム・ブラン / ジョセフ・クレンペラー / エレナ・マルコス |                                                            | 山像かおり     |
| 2019 | スーヴェニア 私たちが愛した時間 THE SOUVENIR                                                        | ロザリンド                                                 | 藤貴子                                                     |                |
| 2019 | アベンジャーズ/エンドゲーム Avengers: Endgame                                                       | エンシェント・ワン                                         | 樋口可南子                                                 |                |
| 2019 | デッド・ドント・ダイ The Dead Don't Die                                                             | ゼルダ・ウィンストン                                       | 吹き替え版なし                                             |                |
| 2019 | どん底作家の人生に幸あれ! The Personal History of David Copperfield                                 | ベッツィー・トロットウッド                                 | 吹き替え版なし                                             |                |
| 2020 | ヒューマン・ボイス The Human Voice                                                                  | 女性                                                       | 吹き替え版なし                                             | 短編映画       |
| 2021 | フレンチ・ディスパッチ ザ・リバティ、カンザス・イヴニング・サン別冊 The French Dispatch             | J・K・L・ベレンセン                                        |                                                            | 勝生真沙子     |
| 2021 | スーヴェニア 私たちが愛した時間、後に THE SOUVENIR: PART II                                         | ロザリンド                                                 | 藤貴子                                                     |                |
| 2021 | MEMORIA メモリア Memoria                                                                            | ジェシカ・ホランド                                         | 吹き替え版なし                                             |                |
| 2022 | アラビアンナイト 三千年の願い Three Thousand Years of Longing                                       | Dr. Alithena Binnie                                        | 吹き替え版なし                                             |                |
| 2022 | ギレルモ・デル・トロのピノッキオ Guillermo del Toro's Pinocchio                                     | 木の妖精、死の精霊                                         | 声の出演                                                   | 深見梨加       |
| 2023 | エターナル・ドーター The Eternal Daughter                                                           | ジュリー ロザリンド(ジュリーの母)                          |                                                            | 吹き替え版なし |
| 2023 | アステロイド・シティ Asteroid City                                                                  | ヒッケンルーパー博士                                       | 勝生真沙子                                                 |                |
| 2023 | ザ・キラー The Killer                                                                               | エキスパート                                               | 山像かおり                                                 |                |
| 2024 | ザ・ルーム・ネクスト・ドア The Room Next Door                                                       | マーサ・ハント                                             | 吹き替え版なし                                             |                |
| 2025 | 端くれ賭博人のバラード The Ballad of a Small Player                                                 |                                                            |                                                            |                |

### WEBシリーズ
| 年   | 題名                           | 役名               | 配信局             | 備考                       | 吹替       |
| ---- | ------------------------------ | ------------------ | ------------------ | -------------------------- | ---------- |
| 2021 | ホワット・イフ...? What If...? | エンシェント・ワン | Disney+            | 声の出演                   | 藤本喜久子 |
| 2024 | ザ・ボーイズ The Boys          | アンブローシウス   | Amazon Prime Video | 声の出演 第4シーズンに出演 | 皆川純子   |

### ミュージックビデオ
- デヴィッド・ボウイ「The Stars (Are Out Tonight)」（2013年）[13]